# Greg Rusedski
Gregory "Greg" Rusedski (født 6. september 1973 i Montreal, Canada) er en pensioneret engelsk tennisspiller, der blev professionel i 1991 og stoppede karrieren i 2007. Han nåede igennem igennem sin karriere at vinde 15 single- og 3 doubletitler, og hans højeste placering på ATP's verdensrangliste er en 4. plads, som han opnåede i oktober 1997.

## Grand Slam
Rusedskis bedste Grand Slam resultat i singlerækkerne kom ved US Open i 1997. Her spillede han sig frem til finalen, hvor han dog tabte til australske Patrick Rafter, der vandt i 4 sæt. Som englænder var Rusedski desuden en publikumsfavorit ved Wimbledon, hvor han dog aldrig nåede længere end en kvartfinale i 1997.